# Novalung
Die Novalung GmbH ist ein deutsches Medizintechnikunternehmen mit Sitz in Heilbronn und weltweit das erste Unternehmen, das einen pumpenlos betriebenen Gasaustauscher zur extrapulmonalen Kohlendioxid-Entfernung einsetzt.
Novalung wurde 2003 in Hechingen gegründet. Im Jahr 2004 wurde die Tochtergesellschaft Novalung Inc. in Ann Arbor in den USA gegründet. Dort besteht eine Kooperation mit einer Forschergruppe der Firma MC3. Im Jahr 2008 wurde der Firmensitz nach Talheim, 2010 nach Heilbronn verlegt. Die seit Ende 2009 in Oberstenfeld ansässige Produktion wurde 2013 ebenfalls in Heilbronn angesiedelt.
Die Produkte von Novalung, z. B. der iLA-Membranventilator und NovaPort-Kanülen, stellen eine Alternative zur Behandlung des Lungenversagens dar. Eine künstliche Lunge, die an den Blutkreislauf des Patienten angeschlossen wird, bewerkstelligt den Gasaustausch, den die geschädigte Lunge nicht mehr zu leisten vermag. Die Konzentrationen der Blutgase werden in einen physiologischen Bereich zurückgeführt. Hierbei werden gemeinsam mit führenden internationalen Ärzten neue Therapien zum Ersatz der invasiven Beatmung entwickelt. Klinische Studien und Fallstudien einzelner Patienten zeigen bei über 4000 durchgeführten klinischen Einsätzen, dass manchen Patienten mit Lungenversagen mit dem iLA-Membranventilator geholfen werden kann.
Durch die Verwendung eines iLA-Membranventilators kann der Einsatz der mechanischen Beatmung vermieden werden. Bei ersten Patienten wurde der iLA-Membranventilator als Überbrückung der Wartezeit bis zur Lungentransplantation eingesetzt.
Im Compendium of Evidence des iLA-Membranventilators sind die klinischen Publikationen zusammengestellt und kommentiert.

## Geschichte
Die Novalung GmbH nahm 2003 ihre Geschäftstätigkeit am Standort Hechingen auf. Der iLA Membranventilator erlangt die CE-Kennzeichnung. Man schloss eine Forschungskooperation mit HIMOX ab. Es wurde ein Forschungsprojekt zu einer perkutan einführbaren Lunge, die widerstandsneutral in der Hohlvene liegt durchgeführt. Mit einer führenden Forschergruppe zu künstlichen Lungen in den USA startete man eine Entwicklungs- und Technologiekooperation.  Novalung gründete 2005 die Novalung Inc. in Ann Arbor, USA, zur Zusammenarbeit im nordamerikanischen Markt. 2005 bezog Novalung eine Reinraumfertigung der Klasse 100.000 mit einer Fläche von 300 m². Der Vision-α-Hochfrequenzbeatmungsgeräts wurde 2007 auf dem Markt gebracht. Der Hauptsitz der Novalung GmbH wurde von Hechingen nach Talheim, Landkreis Heilbronn verlegt. Das VentProtect, einer Filterheizung zum Einsatz mit dem Hochfrequenzbeatmungsgerät Vision α, wurde eingeführt. Die Produktion wurde 2009 nach Oberstenfeld verlegt und wurde 2013 zum Hauptsitz nach Heilbronn verlegt.
Im Jahr 2011 übernahm die Novalung GmbH die in Aachen ansässige Medos Medizintechnik AG, um die Blutpumpen-Expertise und die Blutpumpen-Technologie von Medos für den Einsatz bei Lungentherapien zu erweitern. Im Jahr 2013 fusionierten die Novalung und Medos mit der Gründung einer Holdinggesellschaft, der Xenios AG. Seit Ende 2016 gehört die Xenios AG zu Fresenius Medical Care. Ende August 2019 ging die Novalung GmbH komplett in die Xenios AG auf.